# つるのうた2
『つるのうた2』は、2012年3月14日にポニーキャニオンから発売された、つるの剛士のカバーアルバムである。

## 概要
今作でアルバムは4枚目となるが、カバーアルバムとしては3枚目となる（童謡などを歌った前作『ちゅるのうた』は除く）。
2009年に発売した1作目のカバーアルバム『つるのうた』のCDジャケットで着用していた赤のチェックのジャケットと同じ物を今作のCDジャケットでも着用している。
「パパ」のコーラスには岸谷香が参加している。
「for you…」のPVには、水谷雅子が出演している。

## 収録楽曲

### CD
1. スローモーション / 中森明菜 (1982年)
作詞:来生えつこ、作曲:来生たかお、編曲:井出泰彰
2. 時の流れに身をまかせ / テレサ・テン (1986年)
作詞:荒木とよひさ、作曲:三木たかし、編曲:井出泰彰
3. for you… / 髙橋真梨子 (1982年)
作詞:大津あきら、作曲:鈴木キサブロー、編曲:井出泰彰
4. Graduation / 光GENJI (1987年)
作詞:飛鳥涼、作曲:CHAGE、編曲:楊慶豪
5. パパ / プリンセス・プリンセス (1989年)
作詞:中山加奈子、作曲:奥居香、編曲:原田アツシ
6. Get Along Together / 山根康広 (1993年)
作詞・作曲:山根康広、編曲:REO、ストリングスレンジ:中西亮輔
7. シングルベッド / シャ乱Q (1994年)
作詞:つんく、作曲:はたけ、編曲:板垣祐介
アレンジにはつんくも参加している[1]。
8. サイレント・イヴ / 辛島美登里 (1990年)
作詞・作曲:辛島美登里、編曲:福井昌彦
9. いい日旅立ち /  日本国有鉄道（国鉄）が行っていた旅行誘致キャンペーン、及びそのキャンペーンソング (1970年)
  - 作詞・作曲:谷村新司、編曲:塚田誠
10. スローなブギにしてくれ (I want you) / 南佳孝 (1981年) 
作詞:松本隆、作曲:南佳孝、編曲:井出泰彰
11. ジョニィへの伝言 / ペドロ&カプリシャス (1973年)
作詞:阿久悠、作曲:都倉俊一、編曲:井出泰彰
12. 心の瞳 / 坂本九 (1985年)
作詞:荒木とよひさ、作曲:三木たかし、編曲:楊慶豪

### DVD
1. 「for you…」Music Video
2. 「パパ」Music Video
3. 「パパ」結婚式サプライズドキュメント